# Ernesto L. Castro
Ernesto L. Castro cuyo nombre completo era Ernesto López Castro fue un escritor nacido en Argentina en 1902. Falleció en Vicente López, Provincia de Buenos Aires en el mes de mayo de 1983. Casado con Alina Müller, el matrimonio no tuvo hijos. Su obra más conocida es Los isleros sobre la cual hizo, junto con Lucas Demare, el guion de la  película del mismo nombre dirigida en 1951 por este. Según el catálogo de la Biblioteca "Laura Manzo" de la Universidad Nacional de Quilmes su año de fallecimiento fue 1962. 

## Obras
- Entre las sombras  (1928)
- Almas perdidas  (1933)
- Desterrados  (teatro)
- En algún lugar
- Los isleros  (1943)
- Desde el fondo de la tierra  (1947)
- Los silencios de Pedro Vargas
- Campo arado
- Desde el fondo de la tierra
- Nuestra débil carne (1968)
- El clamor de la vida (teatro)
- Los silencios de Pedro Vargas (teatro - 1975)

## Filmografía
Guionista
- Campo arado (1959)
- La muerte flota en el río
- Los isleros (1951)

## Premio
La Academia de Artes y Ciencias Cinematográficas de la Argentina le otorgó el premio Cóndor Académico conjuntamente con Lucas Demare a la mejor adaptación de 1951 por Los isleros.